# Parafia św. Maksymiliana Marii Kolbe w Kutach
Parafia świętego Maksymiliana Marii Kolbe w Kutach – parafia rzymskokatolicka znajdująca się w diecezji ełckiej, w dekanacie Węgorzewo.